# 令和ロマン
令和ロマン（れいわロマン）は、日本のお笑いコンビ。2018年結成。NSC東京校23期生。旧コンビ名は、魔人無骨（まじんぶこつ）。M-1グランプリ2023・2024、第45回ABCお笑いグランプリ王者。

## メンバー
髙比良 くるま（たかひら くるま、1994年〈平成6年〉9月3日 - ）（30歳）
ボケ担当、立ち位置は向かって左。
- 本名、髙比良 直樹（たかひら なおき）。
- 身長173 cm、体重70 kg。血液型O型。
- 東京都練馬区出身。練馬区立富士見台小学校、本郷中学校・高等学校、慶應義塾大学文学部中退。高校卒業後に一年間浪人。あまり勉強していなかったが、ラグビー部の同期が「慶應とか早稲田とか記念に受ける」と言っていたため、「じゃあ俺も」といった軽いノリでついて行ったら受かったと語っている。大学入学後は勉強に興味を持てず、通学しながら芸人をやることへのもどかしさを感じ、相方・ケムリのNSC入学に合わせて中退。
- 中高時代はラグビー部に所属し、ポジションは主にフランカーを担当。チームメイトの怪我などでロックやNo.8などを担当していたこともある。
- 見た目に気を配っているため美容に興味があり、コスメなどを利用する形で肌のメンテナンスを続けている。
- 少年時代は、家庭が揉め気味だったうえ、一人っ子だったため、そんな中で毎回楽しみに『踊る!さんま御殿!!』（日本テレビ）を観ていて、「自分もさんまさんみたいになればつらい現実に勝てるかな」と思うようになったことがお笑いに興味を持ち始めたきっかけ。また、上記の明石家さんまを筆頭にとんねるずやビートたけしのような「とにかく喋って笑わせる」芸風に少年期の頃から強い影響を受けている。
- 慶應大学入学以降はフジテレビなどでタイパの良いアルバイトや派遣社員のようなことをしており、大学在学中だけでも合計1000万円ほど稼いでいた。
- お笑いサークル時代は非常にやる気があったため、同時に9つほどコンビを組んでいた（魔人無骨、ピカリ宇宙論、上海魚人伝説など）。
- いつかお笑い以外の色々な文化（音楽、演劇など）も交わるような漫才の劇場を作りたいという夢がある。
- 漫画が好き。『モテキ』、『ハイキュー!!』、『アイシールド21』を特に好きな漫画として挙げている。
- 大ヒットした作品をモチーフとした漫才を披露することも多く、漫画では『【推しの子】』、ドラマでは日曜劇場枠の『下町ロケット』や配信ドラマの『SHOGUN 将軍』をモチーフとした漫才を制作し、いずれもM-1グランプリ決勝のような大舞台でも披露している。漫画に加えてドラマも好きであり、くるまが個人的に好きなドラマとして木曜劇場枠の『最高の離婚』や火曜21時枠の『リーガル・ハイ』といった作品を挙げている。
- 映画『BLUE GIANT』に感動した影響からジャズ・ファンクをよく聴くようになった。
- 芸名の「くるま」は、運転免許を持っていないことを記憶しておくため名付けた。2023年3月、運転免許を取得。
- ネタ作りの際は自身の生活から見つける「あるある」という感覚を普遍性に近いものとして大事にしている。
- 9番街レトロの京極風斗と共に、YouTubeチャンネル「黙って食べれん」を運営している。
- 横浜DeNAベイスターズを応援している。

松井 ケムリ（まつい ケムリ、1993年〈平成5年〉5月29日 - ）（32歳）
ツッコミ担当、立ち位置は向かって右。
- 本名、松井 浩一（まつい こういち）。
- 身長173 cm、体重103 kg。血液型A型。
- 神奈川県横浜市出身。横浜市立新石川小学校、桐朋中学校・高等学校、慶應義塾大学法学部法律学科卒業。実父は大和証券グループ本社執行役員兼大和証券取締役副会長兼関西テレビ放送監査役の松井敏浩。
- 中高時代は卓球部に所属し、団体戦で東京都ベスト8まで勝ち進んだ経験がある。
- 大学時代はお笑いサークルの他に、バンドサークル・総合音楽研究会（通称：総音研）に所属しており、ベースを担当。お笑いサークルよりもこちらの活動に重きを置いていた。
- 本人曰く「大学浪人中だるかった」という時期に『アメトーーク!』（テレビ朝日）の時間だけが楽しく、この時に「お笑いって素敵だな」とお笑いに興味を持ち始めたという。
- オードリーのファン。
- 芸名の「ケムリ」は、ヘビースモーカーであることに由来する。2020年4月頃から4か月ほど禁煙していたため、お香を焚くという意味として活動していくと発表したことがある。
- 本人曰く、大学在学中には親にお金を払ってもらい東京タワーが見えるマンションで一人暮らしをしていたと語っている。
- 個人として友人3人（てっせー、今野一輝、石井航平）らと立ち上げたYouTubeチャンネル「僕らの別荘」に出演している。
- 2025年6月16日、2歳下の一般女性と前年に結婚していたことと、先日第1子となる男児が誕生したことを発表。

## 来歴
- 慶應義塾大学のお笑いサークル「お笑い道場O-keis」の先輩後輩によってコンビ「魔人無骨」を結成。ケムリが3年生でくるまが2年生の時に飲み会の席でふと2人になり、そのまま結成する運びとなった[12]。大学時代にはお笑いサークル日本一を決める「NOROSHI」にも出場していた[47]。
- 旧コンビ名の「魔人無骨」はケムリが名付けた。森長可の名槍「人間無骨」から取り、エゴサーチをしやすくするため「人間」の部分を一段上の「魔人」に変えた[12]。
- NSC東京校23期出身で、2018年2月19日に開催された「NSC大ライブTOKYO 2018」にて23期生133組の中で優勝。首席の座を勝ち取った[48]。
- 2018年12月、ヨシモト∞ホールのファーストクラスメンバーへ昇格。芸歴1年目でのファーストクラス入りは異例の早さであった[49]。その後、2019年6月28日の「ファーセカ∞チェンジ」でセカンドクラスに降格[50]。
- 2019年4月1日の夜、くるまが自身のTwitterアカウントにて新元号「令和」初日の5月1日よりコンビ名を「魔人無骨」から「令和ロマン」へと改名することを発表[51]。旧コンビ名について、以前から「怖い」｢読めない」｢もっとゴツいのが出てくるのを期待した」などの否定的な意見が客や周囲より多く寄せられ、｢いつか改名しなければ」と考えるようになっていたという。また、ヨシモト∞ホールのファーストクラスに上がるようになって「いよいよ改名すべきだ」と自覚していたものの、恥ずかしさから踏み切れていなかった。先輩のたかし（トレンディエンジェル）に強く勧められたのをきっかけにようやく改名を決意し、当時一緒に居た徳井健太（平成ノブシコブシ）から「元号を入れてみたら」とアドバイスされその方向で改名することになった[52]。なお、先輩コンビのプリマ旦那も新元号を用いた「令和喜多みな実」へ改名していたため、連絡をとって赦しを貰っている[53][注 5]。
- 2020年1月29日、『神保町よしもと漫才劇場お披露目公演』にて所属メンバーとなる。同年2月11日、『神保町よしもと漫才劇場2月公演〜グランドバトル前半戦〜』にて初代Sクラス（後の花クラス）となる。
- M-1グランプリにはNSC在学中から出場し続けており、2018年[注 6]、2022年に準決勝進出。2023年、結成6年目にして初の決勝進出を果たした。ファーストラウンドでは一般的に不利と言われる1番手に登場したものの648点を獲得し、さや香、ヤーレンズに次いで3位で最終決戦進出を決める。最終決戦では令和ロマン4票、ヤーレンズ3票という接戦を制し中川家以来のトップバッターでの優勝を果たした[55][56]。平成生まれのコンビが優勝するのは霜降り明星以来であり、これまで霜降り明星の芸歴の5年11か月だった記録を更新する芸歴5年9か月での優勝を果たした。
- 2024年2月23日、同年3月末をもって神保町よしもと漫才劇場を卒業することを発表[57]。卒業後は劇場には所属せず幅広く活動する[58]。
- 2024年7月7日、第45回ABCお笑いグランプリに出場し、優勝。「ABCお笑いグランプリ」は2020年から出場を続けており、2022年、2023年は2年連続で準優勝、ABEMA賞を受賞していた。「M-1グランプリ優勝後にABCお笑いグランプリ優勝」を達成したコンビは、同大会史上初となった[59]。
- 2024年8月23日、くるまがForbes JAPAN 30 UNDER 30 2024 ENTERTAINMENT & SPORTSを受賞した[60]。
- 2024年12月22日、2009年大会のNON STYLE、2010年大会のパンクブーブー以来14年ぶりに前年王者としてM-1グランプリ2024に出場し、大会史上初めて翌年にストレートで決勝進出を果たす。ファーストラウンドは2年連続で1番手となり、審査員9人中5人から95点以上の評点を得て850点を獲得、バッテリィズに次ぐ2位で最終決戦進出を決める。最終決戦では5票を獲得し、M-1グランプリ史上初の2連覇を成し遂げた[2]。来年以降の出場に関してくるまは「出ない」と宣言はしつつも、「M-1が盛り上がらなくなってきたら、また出るぞ」「まだ明日の自分がどんな自分かわからない」と再び出場する可能性があると言う意向を示している[61]。
- 2025年2月14日、吉本興業所属タレントがオンラインカジノで賭博をした疑いで、警視庁保安課が所属タレントに任意の事情聴取を行い、聴取を受けた10人弱の中にくるまが含まれていることを毎日新聞がスクープとして報じた。その報道の中で、くるまは大筋で関与を認めていると伝えられた[62]。15日、YouTube「official令和ロマン【公式】」で配信した動画において、くるまは2019年末から2020年末にかけてオンラインカジノをしていた事実を認め、謝罪[63]。17日には吉本興業所有の劇場の令和ロマンの出演予定についても3月末の分まで休演となることが発表[64]、19日にはくるまが自身のSNSを更新し、「今回の件を真摯に受け止め、自らを律する機会とするため」として、くるまのみの当面の芸能活動自粛を発表した[65][66]。
- 2025年4月28日、吉本興業がくるまとのマネジメント契約終了を発表した。コンビ活動は継続し、松井ケムリは引き続き吉本所属でタレント活動を行う。同日、コンビのYouTubeチャンネルでくるまの活動再開が発表された[67]。
  - 2025年5月18日、ニューヨークの公式YouTubeチャンネルから生配信された『ニューヨークのニューラジオ』第317回にコンビで出演。くるまが吉本興業とマネジメント契約を終了した後に、コンビで外部の動画にゲスト出演するのはこれが初となった[68]。
  - 2025年5月22日、隔週木曜レギュラーを務めている『ラヴィット!』（TBSテレビ）にコンビで出演。くるまが吉本興業とマネジメント契約を終了した後に地上波テレビ番組に出演するのはこれが初となった[69][70]。

## エピソード
- くるまは「愛らしい人が横にいると、芸人としてかわいがってもらえるかな」という思いから太った人とコンビを組みたかったといい、大学在学時に所属していたお笑いサークルで最も太っていたケムリを相方とした[12]。当時のケムリはバンドサークルの方に注力し、お笑いサークルは大会に出演する程度だった。お笑いサークルでは、ケムリと一緒に組んでいた人がお笑いを辞めて就職活動を始めるということで「これはまずい」と焦り始め、これを見かねたくるまが誘ったという話もある[16]。
- ネタはくるまが大まかな流れを考え、それを基に2人で話し合って仕上げていくという流れが多い[16]。大喜利はケムリの方が得意であるため、細かなボケの部分はケムリが考え、穴埋め問題的に制作している[71]。
- 2019年7月14日放送の『ゴッドタン』（テレビ東京）の「『こいつは天才だ!』と一目置かれている芸人」では、かが屋に次ぐ第2位に選ばれる。その際には川瀬名人（ゆにばーす）から「吉本の宝」と称されていることが明かされた[72]。
- くるまはヨシモト∞ホールに毎日出演するため、覚悟を決めて渋谷の家賃10万円の家に引っ越したものの、半年後に活動拠点が神保町の漫才劇場に移動してしまったことで後悔している[73]。
- よしもと福岡劇場のネーミングライツをケムリの父親が重役であった大和証券が取得[注 7]している縁から毎月3日間ほど出番をもらい、それに伴って出演料をもらっていた[74]。
- M-1グランプリ2022の敗者復活戦を機に、2023年の1年間ほぼ1か月に1回、ヤーレンズとのツーマンライブ（通称・ヤレロマ）を開催していた。前述の通り、M-1グランプリ2023のファイナルステージではそのヤーレンズとの接戦を制して優勝したが、令和ロマンとヤーレンズは以前から一緒に最終3組に残ることを目標としていたので「あれが僕たちの目指した世界です」と述べている[75][76]。2024年2月18日放送の『ボクらの時代』（フジテレビ）にはこの2組で出演した[77]。

## 出囃子
- SOIL&"PIMP"SESSIONS「ハロー張りネズミのテーマ」[78][79]
- KID FRESINO「Retarded｣ - K-PROライブ出演時[79]
- FIVE NEW OLD「Fast Car｣ - サノライブが主催するK-PROライブ出演時[79]

## 賞レース成績

### M-1グランプリ
| 年度（回）       | 結果         | エントリー No. | 備考 |
| ---------------- | ------------ | -------------- | --- |
| 2017年（第13回） | 2回戦進出    | 1073           | |
| 2018年（第14回） | 準決勝進出   | 1552           | 準々決勝敗退後、GYAO!ワイルドカード枠で準決勝進出                                                                                       |
| 2019年（第15回） | 準々決勝進出 | 1469           | |
| 2020年（第16回） | 準々決勝進出 | 366            | 特例シード |
| 2021年（第17回） | 準々決勝進出 | 822            | 2回戦敗退後、追加合格で3回戦進出 |
| 2022年（第18回） | 準決勝進出   | 1498           | 敗者復活戦2位 |
| 2023年（第19回） | 優勝         | 1955           | 決勝キャッチフレーズ「エキセントリックルーキー」 ファーストラウンド3位通過 第1回大会の中川家以来となるファーストラウンド1番手からの優勝 |
| 2024年（第20回） | 優勝         | 2684           | 決勝キャッチフレーズ「Champion」 ファーストラウンド2位通過 史上初の2連覇・2年連続のファーストラウンド1番手からの優勝                    |

### 上方漫才協会大賞
| 年度（回）       | 結果                            |
| ---------------- | ------------------------------- |
| 2019年（第四回） | 大賞ノミネート 新人賞ノミネート |
| 2020年（第五回） | 大賞ノミネート                  |
| 2021年（第六回） | 大賞ノミネート 新人賞ノミネート |
| 2022年（第七回） | 大賞ノミネート                  |
| 2023年（第八回） | 大賞ノミネート 新人賞ノミネート |
| 2024年（第九回） | 大賞ノミネート 話題賞           |

### ABCお笑いグランプリ
| 年度（回）       | 結果         | 備考                             |
| ---------------- | ------------ | -------------------------------- |
| 2020年（第41回） | 最終予選進出 |                                  |
| 2021年（第42回） | 最終予選進出 |                                  |
| 2022年（第43回） | 準優勝タイ   | ABEMA賞受賞                      |
| 2023年（第44回） | 準優勝       | 史上初となる2年連続のABEMA賞受賞 |
| 2024年（第45回） | 優勝         |                                  |

### R-1グランプリ
くるま
- 2021年 - 2回戦進出（「令和ロマンくるま」名義）
- 2022年 - 2回戦進出（「髙比良くるま」名義）
- 2023年 - 準々決勝進出（「令和ロマンくるま」名義）

ケムリ
- 2021年 - 2回戦進出（「令和ロマンケムリ」名義）
- 2022年 - 2回戦進出（「松井ケムリ」名義）
- 2023年 - 準々決勝進出（「令和ロマンケムリ」名義）

### その他
- 2015年 大学生M-1グランプリ2015 - 準優勝[100]
- 2016年 AGE STOCK 2016 バトル笑イヤル - 優勝[8]
- 2018年 NSC大ライブ TOKYO - 優勝[48]
- 2019年 アルコベールGP - 本戦進出[101]
- 2020年 第7回NHK新人お笑い大賞 - 優勝[102]
- 2021年 マイナビ Laughter Night 第7回チャンピオンLIVE - 出場[103]
- 2023年 第58回 上方漫才大賞 新人賞ノミネート[104]
- 2023年 マイナビ Laughter Night 第9回チャンピオンLIVE - 出場[105]
- 2024年 第7回 AUN〜コンビ大喜利王決定戦〜 - 準優勝[106]
- 2024年 第1回 最強新コンビ決定戦THEゴールデンコンビ - 優勝（くるまのみ）

## 出演

### テレビ

#### バラエティ
現在のレギュラー・準レギュラー
- ラヴィット!（TBSテレビ、2024年4月11日 - ）- 木曜隔週レギュラー
- 永野&くるまのひっかかりニーチェ（テレビ朝日、2024年10月3日〈2日深夜〉 - ）※くるまのみ（ただし『本編とバランスをとる時間』はケムリのみ出演）
- キッズが見てる!もしもタレントじゃなかったら（TOKYO MX、2025年4月6日 - ）※ケムリのみ、ナレーション

過去のレギュラー・準レギュラー
- Cheeky's Cast 3 令和ロマンの街話（BSよしもと、2022年3月25日 - 9月） - 金曜MC
- Y-Tube大賞（BSよしもと、2022年10月 - 2023年6月） - 第1、3金曜MC
- 深夜のハチミツ（フジテレビ、2023年5月8日〈7日深夜〉 - 29日〈28日深夜〉） - 5月のつぼみ芸人
- 研修テレビ!!（テレビ朝日、2023年10月13日〈12日深夜〉 - 2024年9月26日〈25日深夜〉）
- ライオンのミライ☆モンスター（フジテレビ、2024年7月7日 - 2025年3月30日）- ミライ☆モンスター紹介人として準レギュラー出演 ※ケムリのみ

特別番組（MCやメインキャストを担当）
- 令和ロマンの娯楽がたり（テレビ朝日、2023年12月28日・2025年1月4日）
- 阪神・たこ焼き・令和ロマン!!（ABCテレビ、2024年2月10日 - 3月2日・2025年2月1日・8日）
  - 阪神・たこ焼き・令和ロマン!! ぶらりケムリ旅（2025年3月8日）※ケムリのみ

- みんなテレビ（テレビ朝日、2024年6月21日・2024年11月24日〈23日深夜〉- 12月29日〈28日深夜〉） - MC※くるまのみ
- 永野&くるま クレバーなクレーマー（テレビ朝日、2024年7月2日〈1日深夜〉 - 23日〈22日深夜〉）※くるまのみ
- スマホがない時、どうしていたの?（HBC・TBS系、2024年7月21日）- MC※ケムリのみ
- マッシュアップ・ビジネス かけあわせが世界を変える（NHK Eテレ、2024年7月25日・26日） - メインキャスト（ファリシテーター）
- 犬とラーメンと赤ちゃん!（日本テレビ、2024年7月28日・8月4日） - MC（ラランド、ヨネダ2000と共同）
- バクっと令和問題（テレビ朝日、2024年8月11日）
- 令和ロマンの失礼かもしれませんが、どういうつもり!?（フジテレビ、2024年8月17日・12月28日）
- ケムリ×ニシダ×ぐんぴぃのモテないのはなぁぜなぁぜ?（テレビ朝日、2024年9月4日〈3日深夜〉 - 25日〈24日深夜〉）※ケムリのみ
- 勝ち組老後案内人 松井ケムリの老後ドリー厶（テレビ朝日、2025年4月1日〈3月31日深夜〉 - 22日〈21日深夜〉）※ケムリのみ
- ニカゲーム（テレビ朝日、2025年4月2日〈1日深夜〉 - 23日〈22日深夜〉）※ケムリのみ
- 松井ケムリのモクモク旅（テレビ朝日、2025年5月6日〈5日深夜〉 - 27日〈26日深夜〉）※ケムリのみ
- 先駆け!アーレーイーマー（北海道放送、2025年7月13日）- MC※ケムリのみ

#### ドラマ
- 江戸モアゼル 〜令和で恋、いたしんす。〜 第3話[130]（読売テレビ、2021年1月21日）

### ラジオ

#### レギュラー出演
- 令和ロマンのご様子[131]（stand.fm、2020年2月27日 - ） - 毎週月曜日22時30分更新[注 11]
- タカアンドトシのお時間いただきます（NHKラジオ第1放送、2021年3月31日 - 2022年3月30日） - 毎週水曜日放送、｢令和の最新トレンド」コーナーに出演[132]
- 令和ロマンのUBUGOE（Artistspoken、2022年3月5日 - ） - 毎週土曜日更新[133]
- アッパレやってまーす!（MBSラジオ、2022年4月12日 - ） - 毎週火曜日放送[134]（隔週出演）[135][136]
- 3003 -サンゼロゼロサン-（Artistspoken、2024年8月24日[137] - ） - 毎週日曜日22時更新 ※くるまのみ

#### パーソナリティ担当
- 夜行虫（TOKYO FM、2018年12月5日、12日[138]）
- 令和ロマンのオールナイトニッポン0（ニッポン放送、2021年2月13日[139]）
- 5限サボって、ネタ見せ 第1回（お笑いラジオアプリGERA、2022年5月21日） - くるまのみ（高木貫太〈ストレッチーズ〉、川北茂澄〈真空ジェシカ〉と共演）[140]
- 令和ロマンのミッドナイト・ダイバーシティー〜正気のSaturday Night〜（JFN系、2022年7月31日〈30日深夜〉[141][142]）
- オールナイトニッポンX 〜フレッシュキャンパス＆ミスサークルSP〜（ニッポン放送、2022年11月4日〈3日深夜〉[143]） - 番組上はMC（アシスタント）という立ち位置
- 超解釈!聴漫才（ニッポン放送、2022年11月18日[144]）
- オールナイトニッポンX 〜smash.SP〜（ニッポン放送、2023年1月13日〈12日深夜〉[145]） - 番組上はMCという立ち位置
- 令和ロマンのオールナイトニッポンX（ニッポン放送、2023年9月12日〈11日深夜〉[146]）
- 令和ロマンのオールナイトニッポン（ニッポン放送、2024年1月5日〈4日深夜〉[147]、3月27日〈26日深夜〉[148]、8月10日〈9日深夜〉[149][注 12]、2025年1月3日〈2日深夜〉[151]）
- 令和ロマンのオールナイトニッポンPODCAST（Podcast、2024年1月6日 - 27日[147]）

#### 単発出演・ゲスト出演など
- マイナビ Laughter Night（TBSラジオ、不定期出演） - 2018年5月18日初オンエア、同日の放送で「今週の1番」に選ばれた[152]。2021年3月の「月間チャンピオン」に選出[153]。
- 三四郎のオールナイトニッポン 年越し初笑いスペシャル2020→2021（ニッポン放送、2020年12月31日[154]） - 番組内の企画で「もっとも“ハネた”演者」に選ばれ、『オールナイトニッポン0』のパーソナリティー権を獲得[155]
- パンサー向井の#ふらっと（TBSラジオ、2025年2月17日[156]） - メインパーソナリティのパンサー・向井慧の代役として出演。 ※ケムリのみ

### 配信番組
- 令和ロマンの恩返し劇場（Lemino、2024年3月28日[157]）
- 令和ロマンの令和な出会い方（YouTube、2024年6月13日 - 10月11日[158]） - Tinder Japan内で配信[159]
- 最強新コンビ決定戦 THEゴールデンコンビ（Amazon Prime Video、2024年10月31日）- ※くるまのみ（野田クリスタル〈マヂカルラブリー〉とコンビとして出演）[160][161]
- ザ・コメデュアル エピソード1（Amazon Prime Video / Netflix、2024年12月31日） - 霜降り明星と共演[162]
- 縦型ショートドラマ「令和ロマンの推し活デビュー日記」（2025年2月10日、全4話、ソフトバンク公式YouTubeチャンネル） - 小栗有以（AKB48）と共演[163]
- オフライン ラブ（Netflix、2025年2月18日） - スタジオMC（小泉今日子と共同）[164]

### 映画
- ミーツ・ザ・ワールド（2025年10月24日公開予定） - 奥山譲 役（くるま）[165]

### CM
- サントリー
  - 「サントリー生ビール」『期待の新人』篇（2024年2月8日 - ） - オズワルドと共演[166]
  - 「クラフトボス」シリーズWebCM『CRAFT BOSS SUMMER CAFE ボス、冷えてる！』編（2025年6月9日 - ） - ケムリのみ[167]
- 吉本興業 FANY ID プレミアムメンバーWebCM「タクシー『発券手数料編』」（2024年2月9日 - ） - 野田クリスタル（マヂカルラブリー）と共演[168]
- コナミデジタルエンタテインメント「プロ野球スピリッツA」WebCM（2024年3月26日 - ）[169]
- ソフトバンク「ペイトク店長シリーズ」（2024年8月29日 - ） - 中居正広と共演[170]
- カンム「バンドルカード」WebCM（2024年9月2日 - ）[171]
- 花王「めぐりズム 蒸気でホットアイマスク」『めぐ落ちなわたし 髙比良くるまのめぐ落ち』篇（2024年9月10日 - ） - くるまのみ（松丸亮吾、サーヤ〈ラランド〉と共演[172]）
- 東京ガス「カーボンニュートラル」（2025年1月9日 - ）
- ホリエモンAI学校（2025年5月12日 - ） - ケムリのみ[173]

### 雑誌
- OWARAI AND READ 005（アクセル・コミュニケーションズ、2023年5月17日発売）
- VOCE（講談社、2024年3月22日発売） - 増刊の表紙を担当[注 13]
- OWARAI Bros. Vol.9〈TV Bros.別冊お笑いブロス〉（東京ニュース通信社、2024年4月2日発売[175]）

## 書籍
- 漫才過剰考察（辰巳出版、2024年11月8日[176]） - くるま

## 主要なライブ・イベント

### 単独ライブ
- 2018年8月13日 - 魔人無骨初単独ライブ「CO-OP OLYMPIA」（ヨシモト∞ホール）
- 2019年5月1日 - 元・魔人無骨単独ライブ「時代2」（ヨシモト∞ホール）

### 番組イベント
- 2022年1月9日 - 「令和ロマンのご様子」第100回記念イベント（株式会社newn オープンスペース）[177]
- 2023年8月11日 - 「令和ロマンのご様子」3周年記念イベント（武蔵野公会堂）[178]